# Dave Gahan
Pour les articles homonymes, voir Callcott et Gahan.
 (juin 2017).
Si vous disposez d'ouvrages ou d'articles de référence ou si vous connaissez des sites web de qualité traitant du thème abordé ici, merci de compléter l'article en donnant les références utiles à sa vérifiabilité et en les liant à la section « Notes et références ».
Dave Gahan, né le 9 mai 1962 à Epping dans l'Essex, en Angleterre, est un chanteur britannique, il est le chanteur principal du groupe Depeche Mode, qu'il cofonde avec Martin Gore, Andrew Fletcher, dit "Fletch" et Vince Clarke. Alan Wilder ne les rejoint qu'à la suite du départ de Vince Clarke.
En 2003, la sortie de son album Paper Monsters marque le début de sa carrière solo. Il poursuit en octobre 2007 avec Hourglass. En 2005, il signe également ses premières chansons pour Depeche Mode, qui figurent sur l'album Playing the Angel ainsi que sur les albums suivants, Sounds of the Universe, Delta Machine et Spirit.

## Biographie

### Jeunesse
Dave Gahan est né sous le nom de David Callcott en 1962 à Epping, une ville de l'est de l'Angleterre. Il est le deuxième enfant et le premier garçon d'une mère chauffeur de bus, Sylvia Ruth, déjà mère d'une fille, Susan Christine (1960). Celui que l'on considère le plus souvent comme son père, Jack Gahan, d'origine irlandaise, est en réalité son père adoptif, son véritable père est Len Callcott, un chauffeur de bus à Londres d'origine malaisienne. Len et Sylvia vivent à Chigwell, jusqu'à ce que Len quitte le domicile familial alors que Dave n'est âgé que de six mois. Peu de temps après, Sylvia épouse Jack Gahan et emmène ses deux enfants vivre à Basildon. Le nouveau couple aura deux autres garçons, Peter Eric (1966) et Philip Michael (1968).
Il se souvient d'avoir été un enfant râleur. Son premier souvenir d'enfance est de boire du lait chaud à l'école maternelle, mais il dit ne pas se souvenir si cela était bon ou mauvais. Au cours du temps, il révèle les peurs enfantines qui le paralysent encore et qui l'empêchent souvent de réaliser ce qu'il souhaite faire. Il admet également d'essayer toujours d'attirer l'attention des autres : « Quand j'étais très jeune, mes tantes venaient à la maison et je voulais divertir ma mère en imitant Mick Jagger ou Jim Morrison. Je faisais de mon mieux, je provoquais les rires à travers la pièce. Je n'étais vraiment bon à rien d'autre, mais je voyais qu'il y avait une réaction. » Il est cité pour la première fois dans un journal pour avoir gagné un prix pour un gâteau cuit sur place avec les scouts. Il a fait ses premières apparitions en tant que chanteur pour l'Armée du salut, dont faisait partie sa mère. « Je n'ai jamais été religieux, bien qu'elle m'ait appliqué ses croyances. J'avais l'habitude d'aller à l'école du dimanche avec ma sœur, Sue, sur nos vélos. Et au lieu d'y aller, nous nous baladions dans le coin pendant quelques heures. Et quand nous rentrions, nous disions que c'était super. »
En 1972, son père adoptif Jack, qui l'a élevé comme son propre fils, meurt et c'est à ce moment-là que son père biologique réapparaît : « Je venais de rentrer. Et j'ai trouvé cet homme dans la cuisine de ma mère qui disait être mon père. Je me suis mis en colère parce que je pensais que mon vrai père était mort. Toute la famille s'est engueulée parce que je pensais qu'on aurait dû me mettre au courant. » Pendant environ un an, Len va régulièrement rendre visite à Dave et Sue, avant de disparaître, cette fois à jamais. Selon le chanteur, sa mère lui aurait dit qu'il était parti ouvrir un hôtel à Jersey. Cet abandon le traumatisera. Quatre ans plus tard, il fête tout juste ses 14 ans mais a déjà comparu trois fois devant le tribunal pour enfants pour des histoires de vol de voiture et de vandalisme. Il en a de mauvais souvenirs, se souvenant particulièrement de la méfiance de ses professeurs à son égard. Il expérimente les drogues pour la première fois à l'âge de douze ans en volant une boîte de barbituriques dans l'armoire à pharmacie de sa mère. Puis viennent l'alcool, le speed, ainsi que l'héroïne alors qu'il vit, à l'âge de 17 ans, dans un squat des environs de la gare de King's Cross, mais abandonne cette dernière très vite, n'appréciant pas ses effets.
Il est loin d'être un élève brillant. « Je détestais l'école. C'est drôle que je m'en souvienne, parce que je ne me souviens pas de grand-chose des dernières années. Quand il était quatre heures un quart et qu'on terminait à quatre heures et demie, le dernier quart d'heure me semblait toujours durer une éternité. Tout ce qui m'intéressait était de sortir le soir pour voir un concert. J'ai tout quitté à l'âge de seize ans et je me suis enfui à Londres. » Il se décrit comme un adolescent destructeur qui, au lieu d'étudier à l'école, préférait traîner. Vient la période punk : « Au grand dam de ma mère, je me suis vite retrouvé là-dedans, me teignant les cheveux de couleurs différentes et portant des fringues immettables à ses yeux. J'ai vu beaucoup de groupes à cette époque-là. Mais j'ai fini par m'ennuyer du punk parce que tout le monde devenait pareil : mêmes vêtements, même couleur de cheveux, cela devenait une douleur. » À la suite de ses délits judiciaires, il passe ses week-ends dans un centre pour adolescents où il travaille. Sa première expérience amoureuse le marque profondément : « La seule fille dont j'ai fini par tomber amoureux en étant ado, mon meilleur ami Mark a fini par la baiser. J'étais à cette soirée, et je ne trouvais ma petite amie nulle part. Tout le monde me regardait. Ils savaient. J'ai poussé la porte de la salle de bain, et là je vois le cul blanc de Mark aller et venir. Ce fut mon premier constat de la réalité. Ça m'a conforté dans l'idée que je n'étais pas assez bien. Je me bats contre ça depuis ce temps là. »
Ayant quitté l'école, il rêve d'intégrer une école d'art. En attendant, il vit de petits boulots : serveur, paysagiste, vendeur dans une parfumerie, entre autres. Il ne réussit jamais à conserver un emploi à cause de son attitude rebelle. « Enfin, j'ai réalisé que je n'avais pas de travail. Alors, j'ai postulé pour un poste d'apprenti dans la compagnie North Thames Gaz. Mon agent de probation m'a conseillé d'être honnête lors de l'entrevue, de ne pas cacher que j'étais un ancien délinquant juvénile. À cause de cela, je n'ai pas obtenu le poste alors que j'avais réussi les tests de Q.I. Je suis retourné à son bureau et je l'ai saccagé. » Enfin, il réussit à intégrer une école d'art à Londres, où il étudie le design, la mode ainsi que la peinture. Il y rencontre notamment John Lydon et George O'Dowd, futur Boy George. « J'ai vraiment aimé l'école d'art. Le professeur était un mec sympa qui fumait pendant les cours. J'ai aimé tout ce qui était conception des vêtements, c'était une bonne expérience. » Finalement, il sera renvoyé par le directeur de l'école en raison de ses absences régulières.
Lors d'un concert de The Damned, il rencontre Joanne Fox avec qui il devient ami avant de sortir avec elle. C'est également durant cette période qu'il joue dans quelques groupes, dont un nommé The Vermine, d'influence punk. Lassé, il commence à écouter les disques de David Bowie, Gary Numan, Roxy Music et du groupe allemand Kraftwerk. « Je faisais partie d'une bande, qui sortait ensemble le week-end, qui économisait pour cela toute la semaine, se privant de dîner. Nous passions nos soirées à Londres, puis prenions le train depuis Liverpool Street. C'était une sacrée longue marche. J'ai fini par m'ennuyer de cela, mais pendant un certain temps c'était passionnant. » Il déclare également : « J'avais une double vie, le gang de l'école d'art et la maison à Basildon. J'allais au pub maquillé. Heureusement pour moi, les types me connaissaient. Je ne risquais rien. »

### Carrière musicale

#### 1980-1985: les «garçons coiffeurs»
En 1979, Dave Gahan mixe le son pour un groupe nommé « French Look », alors constitué de Vince Clarke, Martin L. Gore, Andrew Fletcher, Rob Marlowe et Rob Allen. Martin le connaissait alors de vue : « Ce n'était pas un parfait inconnu. En fait, nous nous sommes tous connus les uns et les autres à partir du collège. » Cependant, en 1980, Vince forme un nouveau groupe baptisé « Composition Of Sound » avec Martin et Fletcher. Ni Gore ni Clarke ne se sentant la capacité d'assurer le rôle de chanteur, le groupe décide d'en intégrer un à leur formation. Lors d'une jam session pour jeunes talents, les trois musiciens entendent Dave Gahan chanter Heroes de David Bowie et lui proposent de rejoindre le groupe. Selon Vince Clark : « Dave était l'accessoire de mode local à Basildon. Il était un de ces Nouveaux Romantiques, réputé pour avoir assisté à la Blitz Club de Londres. Il était très glamour, nous avons donc décidé de faire de lui notre leader, parce qu'il était très flamboyant et très confiant. » Lors de leur premier concert, le chanteur est très nerveux et, selon Fletcher, il aurait bu dix bières blondes allemandes avant de parvenir à se calmer. « J'avais cette bande de copains qui aimait s'habiller et aller aux concerts. Donc, nous avons eu un public presque prêt à l'emploi d'environ trente personnes. »
En 1980, alors que le groupe donne un concert dans un pub populaire de Basildon, le responsable demande à Dave Gahan quel groupe il est censé annoncer. Alors étudiant dans le domaine de la mode, Gahan adopte le titre du premier journal qui lui tombe sous la main, qui se trouve être Depeche Mode (un magazine de mode français avant-gardiste). C'est à cette époque que le groupe enregistre ses premières démos, mais elles sont refusées par les maisons de disques à cause de la surcharge de synthétiseur, instrument de prédilection du groupe. Ils finiront par signer chez Mute Records après que Daniel Miller les a repérés lors d'un concert au Bridgehouse dans l'est de Londres. Ils enregistreront un premier album, Speak and Spell, sur lequel figure la chanson Just Can't Get Enough, alors destinée aux boîtes qu'ils fréquentent. L'album rencontre un réel succès auprès du public britannique (classé no 10 des ventes d'albums au Royaume-Uni en 1981), ainsi qu'en Europe. Très vite, le chanteur se distingue par son jeu de scène provocant et sera catalogué parmi les « garçons coiffeurs » à midinettes, image dont il souffrira beaucoup et cherchera à se débarrasser.
Vince Clarke quitte alors le groupe. Les trois garçons enregistrent le single See You, où l'on peut apercevoir Joanna Fox dans le clip sur une série de photos. Après avoir passé une annonce dans Melody Maker, le groupe recrute Alan Wilder, qui va devenir le pilier du groupe au niveau du son. Grâce à lui et aux compositions de Martin Gore, le groupe se trouve un style, d'abord proche de la musique industrielle comme sur leur troisième album, Construction Time Again, comme en témoigne le tube Everything Counts. Dave et Alan se lient très vite, faisant face à l'amitié de Martin et Fletcher. Alan parle de Dave comme une « personne amicale et ouverte, très facile à vivre », tandis que celui-ci le décrit comme ayant « un sens très aigu de l'humour ». Il est alors de plus en plus difficile d'avoir une vie privée : Jo Fox, la petite amie de Dave, est alors obligée de quitter son emploi d'infirmière et commence à diriger le fan club du groupe. Finalement, en 1984, le single People Are People lance la carrière du groupe aux États-Unis. Le 3 août 1985, Dave Gahan épouse Jo dans la ville de Brentwood.

#### 1986-1989: la conquête des stades
En 1986, Depeche Mode sort son album Black Celebration, contenant les tubes Stripped et A Question of Time. Durant l'enregistrement à Hansa, le groupe manque à plusieurs reprises d'en venir aux mains, notamment lors de la production du morceau-titre. Ayant depuis plusieurs années troqué ses costumes contre des pantalons en cuir et des marcels, Dave Gahan cherche à changer son image et à trouver de la crédibilité au sein du public adulte. Le groupe fait alors appel au photographe Anton Corbijn, qui se charge depuis de la photographie du groupe et de la plupart des clips. Ainsi, ils deviennent les représentants de la nouvelle vague des groupes anglais à la conquête des États-Unis. Les médias se disent alors impressionnés par le showman qu'est Dave Gahan, ayant réellement le contrôle de son public, à l'instar de ses idoles comme Jim Morrison ou encore Mick Jagger. Selon Martin Gore, « La performance statique est impossible chez les groupes de synthétiseurs. Nous restions immobiles derrière, nous étions là comme une sorte de soutien, tandis que Dave faisait son show ».
En France, Depeche Mode reçoit un double-disque d'or. Cependant, le pays le plus largement conquis par le groupe reste l'Allemagne. Selon certaines sources, Dave Gahan aurait commencé à écrire des chansons à cette époque-là mais aurait été trop timide pour les proposer au groupe. Le chanteur adore son métier, mais confie être heureux lors de la fin de la tournée : « Vers la fin de la partie européenne de la tournée, j'étais assez déprimé, je voulais juste rentrer à la maison. Ma femme me manquait, nous n'avions même pas fêté notre premier anniversaire de mariage ensemble. J'ai beaucoup boudé, parce que même si j'adore mon travail, que je le trouve idéal, c'est aussi physiquement et mentalement épuisant. »
Début 1987, le groupe entreprend l'enregistrement de l'album Music for the Masses, réputé pour avoir été enregistré en France. « Les fans français sont incroyables. Ils sont assis en dehors du studio d'enregistrement et deviennent barges si aucun d'entre nous ne sort. Il y a un mec complètement cinglé. Il nous attend au pied de notre hôtel jour et nuit, il ne dit jamais rien, il prend des photos de temps à autre. Et il a sur lui cette veste de combat, et nous pensons à chaque fois qu'il va nous sauter dessus. Du coup, personne ne veut sortir le premier. » Finalement, l'album sort en septembre 1987 avec notamment les chansons Never Let Me Down Again, Strangelove et Behind the Wheel.
Le 14 octobre 1987, le chanteur devient père pour la première fois lorsque son épouse donne naissance à Jack, nommé ainsi en l'honneur de son beau-père. « Ma femme Jo et moi avons eu un bébé en octobre, Jack. J'étais assez excité à ce sujet parce que nous en voulions un depuis longtemps. Nous avions essayé pendant un moment mais rien n'arrivait. Puis, alors que nous n'y croyions plus, Jo a découvert qu'elle était enceinte. Ma plus grande crainte, c'était que le bébé naisse alors que j'étais en tournée. Je n'arrivais pas à imaginer quelque chose de pire que d'être sur scène et que quelqu'un vienne me chuchoter que Jo venait d'avoir son bébé. Vous ne pouvez pas dire à 10 000 personnes : "Excusez-moi, ma femme vient d'accoucher, je dois y aller." La petite amie d'Alan, Jeri, a des dons de médium. Environ une semaine avant que Jo ne tombe enceinte, elle est venue me voir et a dit "Est-ce-que Jo va avoir un bébé ?" Il s'avère qu'elle avait fait un rêve à ce sujet. » La tournée mondiale commence une semaine après la naissance de son fils. Le film 101 témoigne de l'incroyable tournée du groupe, notamment à travers les États-Unis. Cependant, les premières failles de la vie privée du chanteur vont apparaître à la suite de sa rencontre avec Teresa Conroy, l'attachée de presse du groupe durant cette tournée.

#### Violator: le tournant de leur carrière
En 1989, Depeche Mode rentre en studio pour enregistrer l'album considéré par de nombreux fans comme le plus grand de leur carrière : Violator. Dave Gahan connaîtra une grande période de troubles, notamment lors des premières sessions à Milan. Son mariage bat de l'aile et il reprend contact avec Teresa, parfois ivre, dans le but de lui faire part de son quotidien, et notamment de ses doutes et ses craintes. En effet, la plupart du temps, le groupe sort faire la fête après avoir passé la journée en studio. Le groupe sort alors le premier single, Personal Jesus, plus de six mois avant la sortie de l'album. Malgré leurs appréhensions, le morceau sera un succès et, malgré ses paroles, il sera régulièrement diffusé à la radio, y compris aux États-Unis. C'est Dave Gahan qui joue l'introduction à la guitare sur ce morceau dans sa version studio. La chanson est inspirée de Priscilla Presley qui appelait son mari, Elvis, « Personal Jesus », mais aussi, selon le chanteur, des TV-prédicateurs aux États-Unis à qui il suffit de téléphoner pour se débarrasser de tous ses péchés.
Le 5 février 1990, sort le deuxième single, Enjoy the Silence, clip dans lequel on découvre un Dave Gahan déguisé en roi parcourant de vastes étendues à la recherche du silence. Il confiera qu'il s'agit du pire tournage de clip, celui-ci ayant duré cinq jours, et dans des conditions climatiques difficiles. Le groupe connaît alors une gloire encore plus forte que celle connue durant le Music for the Masses Tour, comme se rendront compte Dave et Alan Wilder lorsqu'ils seront poursuivis par 500 fans alors qu'ils sortent d'une émission radio. Ceci n'est rien comparé à un autre événement survenu quelque temps après : alors que le groupe se rend au Wherehouse, grand disquaire de Los Angeles, 20 000 fans font la queue dehors et finissent par détruire la vitrine du magasin. Les Depeche Mode sont alors évacués sur le champ, devenant le second groupe de l'histoire à être évacué par hélicoptère, après les Beatles.
La tournée promotionnelle World Violation Tour sera une véritable débauche, tous les membres du groupe consommant alors de l'ecstasy. Le chanteur va d'autant plus mal lorsqu'il apprend le décès de son père biologique, Len, qu'il n'avait pas vu depuis dix-sept ans. Andrew Fletcher a plus tard parlé des remises en question de Dave à cette époque : « Je pense qu'il estimait que la prestation scénique était la seule chose qu'il faisait bien, il était très émotif avec chacun d'entre nous. Personnellement, j'avais tendance à l'éviter. » À cette époque-là, le chanteur essaye encore de se montrer diplomate et de ne pas nommer les choses clairement : « Notre mode de vie a ses hauts et ses bas, et c'est parfois une lutte pour tout garder ensemble, parce que nous ne le voulons pas toujours. C'est une énorme pression, d'essayer de maintenir une vie de famille et de faire en même temps de longues tournées années après années. Je tiens absolument à avoir d'autres enfants, mais pour le moment c'est très difficile. Quand Jack est né il y a deux ans et demi, j'étais avec lui durant les trois premières semaines de sa vie, puis nous sommes partis en tournée toute l'année suivante. C'est une vie de schizophrène et il peut y avoir des conflits, mais j'aime tellement ces deux parties de ma vie que je continue. Ce serait un mensonge de dire que nous ne faisons pas certaines choses dans le passé ou le présent. Je pense que nous avons à peu près tout connu. Vous pouvez être tenté par les drogues ou les filles, mais elles ne peuvent s'empêcher de modifier vos relations, votre mariage. Je suis moi-même passé par là, et c'est seulement quand j'ai vu que je pourrais perdre des choses importantes dans ma vie que j'ai réalisé que ces choses étaient superficielles. Je parle ici d'expériences personnelles que je n'ai pas envie d'aborder. J'aime être avec ma femme et mon fils. »
En effet, à cette époque-là, Dave Gahan tente encore de sauver son mariage. Plus tard, il déclarera : « J'ai trompé ma femme. Souvent. Vous partez en tournée et c'est formidable de rencontrer des filles différentes, d'y trouver du plaisir. C'est là que vous vous rendez compte que vous foutez en l'air la vie des autres. Ainsi que la vôtre. Je crois que j'ai fait ça pendant des années. Ma femme précédente était totalement fidèle. Je revenais vers elle, et je n'avais pas à mentir. Elle savait, mais elle ne disait rien. Elle était loin d'être stupide. Je me sentais pris au piège par tout ce qui était autour de moi. Ces dernières années, nous avons rencontré un succès encore plus grand que tout ce que nous avions imaginé jusque-là. J'étais sur le toit du monde, j'avais tout ce dont un homme rêve, mais j'étais vraiment perdu. Je m'ennuyais beaucoup. Je me sentais vraiment en sécurité dans ma vie en Angleterre, et je n'aimais pas ça. J'avais une femme aimante et attentionnée, un nouveau bébé, une grande maison, des voitures de collection. Cependant, je ne me sentais pas bien. J'allais de fille en fille, puis j'ai rencontré Teresa. Avec elle, tout a changé. » Teresa Conroy était alors revenue travailler avec Depeche Mode, cette fois en tant que manager de la tournée. Dave prend alors la décision de quitter sa femme lors d'un concert au Texas. À propos de son amour naissant pour la jeune femme, il déclara : « C'était comme vous fracasser la tête avec un marteau. Le matin, vous vous regardez dans un miroir et soudain, tout est très différent, la perspective a complètement changé. Je suis tombé amoureux d'elle, je n'avais jamais ressenti cela pour personne. Elle fait ressortir des émotions en moi qui m'étaient totalement inconnues. Je crois que pendant longtemps, j'ai renié mes véritables sentiments. Pendant que depuis des années, je mens aux gens que je suis censé respecter et aimer. »
C'est alors que commencent des années particulièrement intenses pour Dave Gahan.

#### Les années noires: 1991-1996
En 1991, Dave Gahan demande le divorce à Jo et emménage à Los Angeles avec Teresa Conroy, en tentant d'expliquer les choses de manière diplomatique : « C'est génial. Je profite, je vis le moment présent. Pour vous dire la vérité, je viens de divorcer, et j'essaie de mettre en place une nouvelle vie dont fera partie ma petite amie. J'ai gardé mon appartement à Londres, je passe mon temps entre les deux endroits. J'avais besoin de réfléchir à ce que je voulais faire de ma vie. Nous avons travaillé dur ces onze dernières années, j'ai besoin d'un peu de temps pour moi et les autres également. » Durant cette période, il s'enfonce dans la spirale infernale de la drogue, de l'alcool et de l'autodestruction, monde auquel sa compagne appartient depuis déjà plusieurs mois.
L'année suivante, Depeche Mode se rend à Madrid dans le but d'enregistrer son nouvel album : Songs of Faith and Devotion. Alan Wilder, Martin Gore et Andrew Fletcher découvriront alors un Dave Gahan amaigri, aux cheveux longs, portant définitivement le bouc (ce avec quoi il avait flirté pendant plusieurs années), et tatoué. Toujours encadré par Flood - qui avait déjà produit Violator -, le groupe fait un pas en avant en utilisant de plus en plus d’instruments organiques, à commencer par une guitare, qui devient omniprésente. Le tout, sans tourner définitivement le dos à l’électronique. Walking in My Shoes, deuxième single, résume cette évolution ; ses paroles évoquent le péché et le pardon, des thèmes récurrents chez Martin Gore, mais traités avec plus de profondeur. « I’m not looking for absolution, peace of mind for the things I’ve done » chante Dave Gahan. Condemnation, troisième single, sera plus surprenant encore. Il s’agit d’un vrai gospel, dans la plus pure tradition américaine. Même si les paroles ont été écrites par Gore - lui-même en proie à de sérieux problèmes d’assuétude à l’époque - elles s’appliquent également au chanteur, qui vit une crise personnelle sans précédent. Accueilli par la scène rock locale américaine, il passe des mois à faire la fête sans dessaouler. Il écoute du grunge et du hard rock en compagnie de groupes comme Jane's Addiction, Porno for Pyros et Primal Scream (qu’il rejoindra même sur scène). Lui et sa nouvelle compagne succombent alors à un monde dont ils n'ont aucune idée des dangers. Perry Farrell, Dave Navarro et Bobby Gillespie, entre autres, comptent parmi leurs compagnons de débauche et leur font goûter à toutes les facettes de la rock’n’roll attitude. Gahan commence alors à aduler les Rolling Stones et se met en tête de ressembler à Keith Richards.
Bien avant de partir sur les routes, des conflits d’ego déchirent le groupe et l’enregistrement de l’album à Madrid tourne au véritable cauchemar. Dave Gahan, en permanence sous les effets de l’héroïne, est incontrôlable et alterne crises mystiques, démence et accès de violence. Pendant l’enregistrement, il lui arrive de refuser tout contact avec les autres membres du groupe et de rester plusieurs jours de suite enfermé dans sa chambre, à se droguer, peindre, jouer de la guitare et écouter du rock. Flood s’arrache les cheveux et pense plusieurs fois à jeter l’éponge. Le groupe est au bord de l’implosion. Presque tout l’album sera empreint de cette détresse. Il s’en dégage une tension et un sentiment d’urgence, notamment avec les chansons Walking in my shoes, Condemnation, Rush, Higher love et surtout In Your Room. Malgré les difficultés, l'album sortira en mars 1993. Le chanteur le considère à l'heure actuelle comme un des meilleurs disques du groupe.
Au mois d'avril 1992, Dave Gahan épouse Teresa Conroy lors d'une cérémonie à Las Vegas, avec pour seule invitée la mère de celle-ci. Bien qu'heureux en ménage, son fils lui manque et il tient à être à ses côtés : « c'est difficile d'admettre cela, mais je suis un papa à temps partiel. Je veux être là pour mon fils, je veux influencer sa vie. Mon père m'a abandonné, et je ne veux pas qu'il grandisse avec ce sentiment. Je viens de vivre un chagrin d'amour, Jo et moi étions dans l'erreur, mais je veux que Jack sache qu'il a un père. Quitte à ce qu'il me déteste. Joanne est quelqu'un de bien. Elle me laisse le voir de manière régulière et je lui souhaite de rencontrer quelqu'un qui la rendra heureuse. » Durant un concert à La Nouvelle-Orléans, il fait une crise cardiaque, obligeant le groupe à assurer le rappel sans lui. Les conflits au sein du groupe continuent, au point qu'ils font étages séparés dans les hôtels et se rendent chacun de leur côté aux concerts. Le 8 juillet 1994, lors du dernier concert de l‘’USA Summer Tour, le chanteur saute dans la foule comme il en a l'habitude, et se fracture deux côtes et subissant une hémorragie interne. Cependant, il est tellement défoncé qu'il mettra vingt-quatre heures à s'en rendre compte. Lui et son épouse louent une maison à Lake Tahoe durant sa convalescence, avant de partir quelque temps à Londres. C'est à ce moment-là que Teresa avoue à Dave son désir d'enfant. Bien que partagé, le chanteur a la tête sur les épaules. « Je lui ai dit : "Teresa, nous sommes accros. Nous sommes des junkies. Il ne faut pas se leurrer. Comme nous sommes accros, nous ne pouvons pas procréer. Toutes les fonctions corporelles ont foutu le camp. Nous sommes des corps sans âmes, des coquilles." À partir de ce jour-là, elle a commencé à aller de plus en plus mal. Quant à moi, je suis devenu complètement parano. Je ne sortais jamais sans mon 38, j'avais peur de tout et de tout le monde. J'étais persuadé qu'ils allaient venir me chercher. C'est alors que j'ai commencé à penser à en finir. J'étais désespéré, je voulais arrêter. Nous allions beaucoup trop mal pour nous aider l'un et l'autre. J'ai pensé qu'elle serait mieux sans moi. Je la faisais souffrir. »
C'est également à cette période que le chanteur perd la garde partagée de son fils Jack. « Habituellement, quand Jack venait me rendre visite, j'arrivais à être clean. Mais il y a eu un moment où j'étais si mal, que j'ai appelé ma mère en Angleterre, que je lui ai demandé de venir, que j'étais malade. Elle est venue, et j'ai essayé d'assumer mon rôle de père, de préparer le petit-déjeuner de mon fils et tout ça. » Il fera alors une overdose dans sa salle de bain et partira pour la première fois en cure de désintoxication, aux alentours de Noël 1994. Puis, c'est Alan Wilder, qui est alors son seul véritable ami au sein de Depeche Mode, qui quitte le groupe. Très en colère, Dave Gahan décrétera lors d'une de leurs conversations téléphoniques : « Je m'en fiche, de toute façon je suis en train de mourir. » Brouillé avec son épouse, il déménage temporairement et retrouve sa maison cambriolée : ses Harley Davidson, la stéreo, l'argenterie, le studio ont disparu ou ont été détruits. « J'ai appelé ma mère et elle m'a dit que Teresa lui avait dit que j'avais menti, que je n'étais pas parti en cure de désintoxication, et que je n'avais même pas essayé d'être clean comme je leur avais promis à toutes les deux. Pourtant, j'avais essayé, je faisais de mon mieux. Je me suis changé, j'ai bu beaucoup de vin, j'ai pris une poignée de valium. J'ai dit à ma mère que je revenais, je suis allé à la salle de bain et je me suis ouvert les veines avec une lame de rasoir. J'ai enroulé des serviettes autour de mes poignets et je suis revenu. J'ai dit à ma mère que j'étais désolé, que je l'aimais. Puis j'ai mis mes bras vers le bas et j'ai raccroché. » Le chanteur se réveillera dans un hôpital psychiatrique, interné pour avoir tenté de mettre fin à ses jours.
Début 1996, Depeche Mode rentre en studio pour enregistrer l'album Ultra à New York. Dave Gahan est alors incapable de chanter et mettra une semaine à enregistrer les voix de la chanson Sister of Night. Le 28 mai 1996, débordé par sa notoriété, il tente de mettre fin à ses jours dans un club de Sunset Boulevard à Los Angeles en s'injectant du speedball, mélange de cocaïne/héroïne qui emporta de nombreux artistes (dont Layne Staley, chanteur d'Alice in Chains ou encore l'acteur River Phoenix). Il affirmera plus tard qu'il s'agissait davantage d'un appel à l'aide plutôt que d'une tentative sérieuse. Les secouristes le déclareront mort pendant deux minutes. Après avoir passé quelques heures à l’hôpital, il est placé en garde à vue pendant quarante-huit heures, avant d'être libéré sous caution. « Je suis sorti de prison et je me suis retrouvé chez moi, sur le canapé. Je ne voulais plus faire souffrir les gens que j'aime. Je ne voulais pas que mon fils grandisse en se demandant pourquoi son père est mort ou s'est suicidé. Alors, j'ai décidé de retourner en cure de désintoxication. » Alors qu'il risquait deux ans de prison en vivant dans une maison avec d'autres toxicomanes, en prouvant qu'il est clean, il y échappe et récupère par la suite la garde partagée de son fils. Il propose alors la chanson The Ocean Song, mais elle est refusée par Gore. Elle sera plus tard en face B de son single I Need You sous le nom de Closer.

#### 1997-2003: une envie d'indépendance grandissante

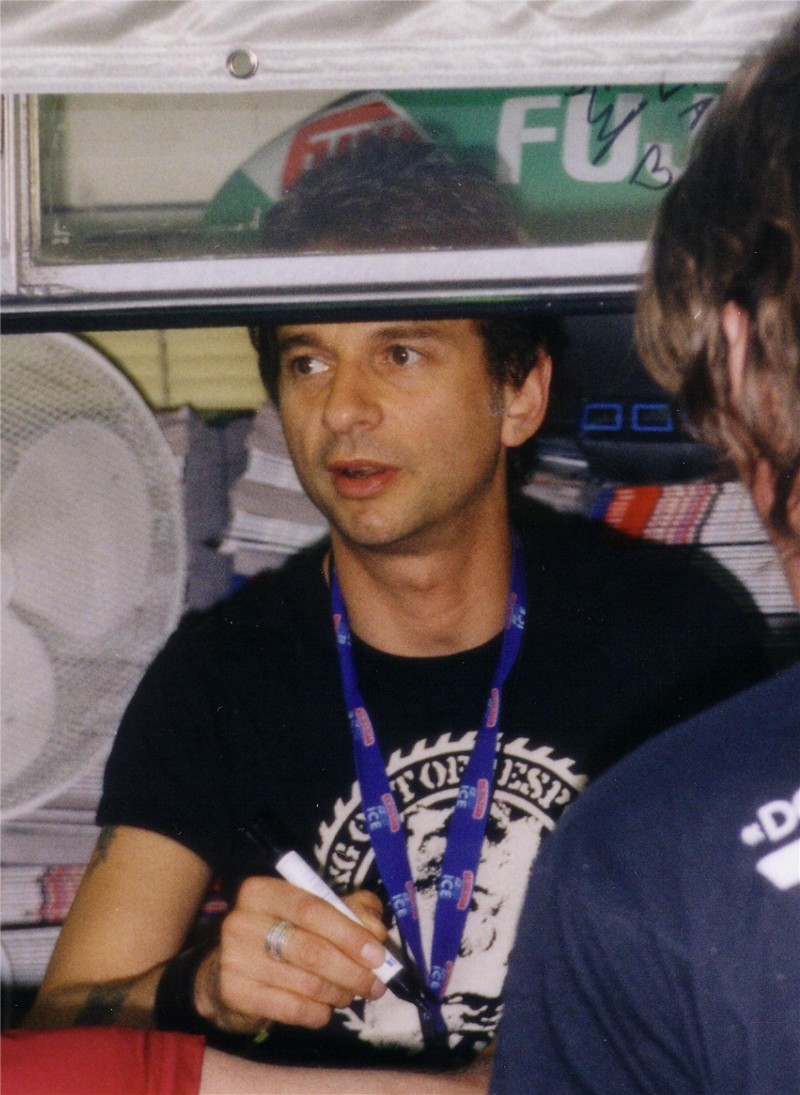
Dave Gahan en 2003.

Le couple formé par Dave Gahan et Teresa Conroy divorce officiellement après cinq ans de mariage, en mauvais termes. « Elle m'a dit que j'en étais responsable, que je ne m'aimais pas assez. Maintenant, la boucle est bouclée puisqu'elle a réussi à obtenir de moi de l'argent, prétendant que je suis responsable d'elle. » Le chanteur emménage alors à New York et reprend contact avec Jennifer Sklias, une ancienne danseuse de jazz et de ballet, reconvertie en actrice et scénariste. « Je l'ai rencontrée en Arizona durant une cure de désintoxication. Jennifer venait de New York et moi de Los Angeles. Nous nous téléphonions de temps en temps. Puis, j'ai emménagé à New York, et j'ai commencé à la voir, elle et son fils. Elle ne connaissait même pas Depeche Mode et se souciait réellement de ce que je faisais. J'ai appris à lui faire confiance. » Il témoignera beaucoup de son passé de toxicomane au cours d'interviews, ce qu'il considère comme une thérapie. La chanson Barrel of a Gun témoigne des dernières années du groupe, notamment de la vie du chanteur, la façon dont il se traitait  lui-même ainsi que les gens autour de lui. Épuisé mais clean, Dave Gahan entame une nouvelle vie. Le groupe ne partira pas en tournée, ne se sentant pas prêt.
Il effectue alors son premier projet solo en enregistrant une reprise de A Song For Europe de Roxy Music. Le 2 septembre 1998, est lancé le Singles Tour, tournée de rattrapage pour les fans. Très nerveux, le chanteur s'en sortira pourtant avec les honneurs. Le 14 février 1999, il épouse Jennifer Sklias dans une église orthodoxe de New York (religion de sa femme, new-yorkaise d'origine grecque). Le 29 juillet de la même année, il devient père pour la seconde fois, d'une petite fille nommée Stella Rose. Stella est aussi le prénom de la mère de Jennifer. À cette date, il est l'unique membre de Depeche Mode à avoir conservé un contact régulier avec Alan Wilder.
Le 5 juin 2000, le groupe rentre en studio pour enregistrer Exciter. Dave Gahan a de nouveau écrit des chansons pour l'album mais elles sont une nouvelle fois refusées par Martin Gore. Le groupe repart alors en tournée et Gahan se décrit alors comme un homme épanoui dans sa nouvelle vie : « Je rends ma vie difficile. Je fais partie d'un groupe, il y a un compromis. J'essaie d'apporter quelque chose à Depeche Mode, je pense que c'est important lorsqu'on tente d'exprimer quelque chose alors qu'on chante les mots de quelqu'un d'autre. Je suis très fier de mon fils, Jack. Quand je rentre chez moi, à New York, mon beau-fils, Jimmy, se jette dans mes bras et quand mon bébé, ma petite fille me lance un regard, je me sens aimé. Je reste très méfiant de beaucoup de choses. Ma femme et Stella Rose me manquent quand je pars en studio ou en tournée. J'ai une chouette vie maintenant. Ma carrière et ma vie privée sont distinctes. C'est la première fois depuis de nombreuses années et je suis déterminé à ne pas tout foutre en l'air. Je fais encore des erreurs mais je ne veux plus fuir. »
Durant l'année 2002, l'artiste s'enferme dans un studio de l'East Village et enregistre avec l'aide de son ami Knox Chandler ce qui va devenir son premier album solo, Paper Monsters. Il utilisera des chansons écrites dans le passé qu'il retravaillera et en composera de nouvelles. Le principal single, Dirty Sticky Floors, relate sa tentative de suicide. « J'avais ces deux énormes statuettes dans mon appartement de Santa Monica, The Tin Man et The Cowardly Lion. Ils étaient à peu près mes seuls compagnons. Ils me parlaient, The Tin Man était le pire. C'était la paranoïa complète, je marchais dans mon appartement avec mon 38 chargé à l'arrière de mon pantalon. J'avais peur de mon ombre. J'en ris aujourd'hui mais c'était lourd à supporter. Je voulais refléter la stupidité de la dépendance, dire, montrer aux gens où cela se termine, à rester la tête en bas au-dessus de la cuvette des toilettes, sur votre plancher sale et dur. » Le single sera classé et atteindra la dix-huitième place des charts au Royaume-Uni et la cinquième place aux États-Unis. L'album sera lui dans le Top 10 des ventes en Europe. Le chanteur entame alors une tournée de juin à novembre 2003, passant notamment par le festival de Glastonbury. Un DVD, Live Monsters, sera enregistré lors du passage du chanteur à l'Olympia de Paris. Le chanteur menace de quitter Depeche Mode s'il ne peut lui aussi contribuer en tant que parolier ; Martin Gore cédera alors quelques pistes au leader du groupe.

#### Depuis 2004: reconnaissance en tant qu'auteur-compositeur

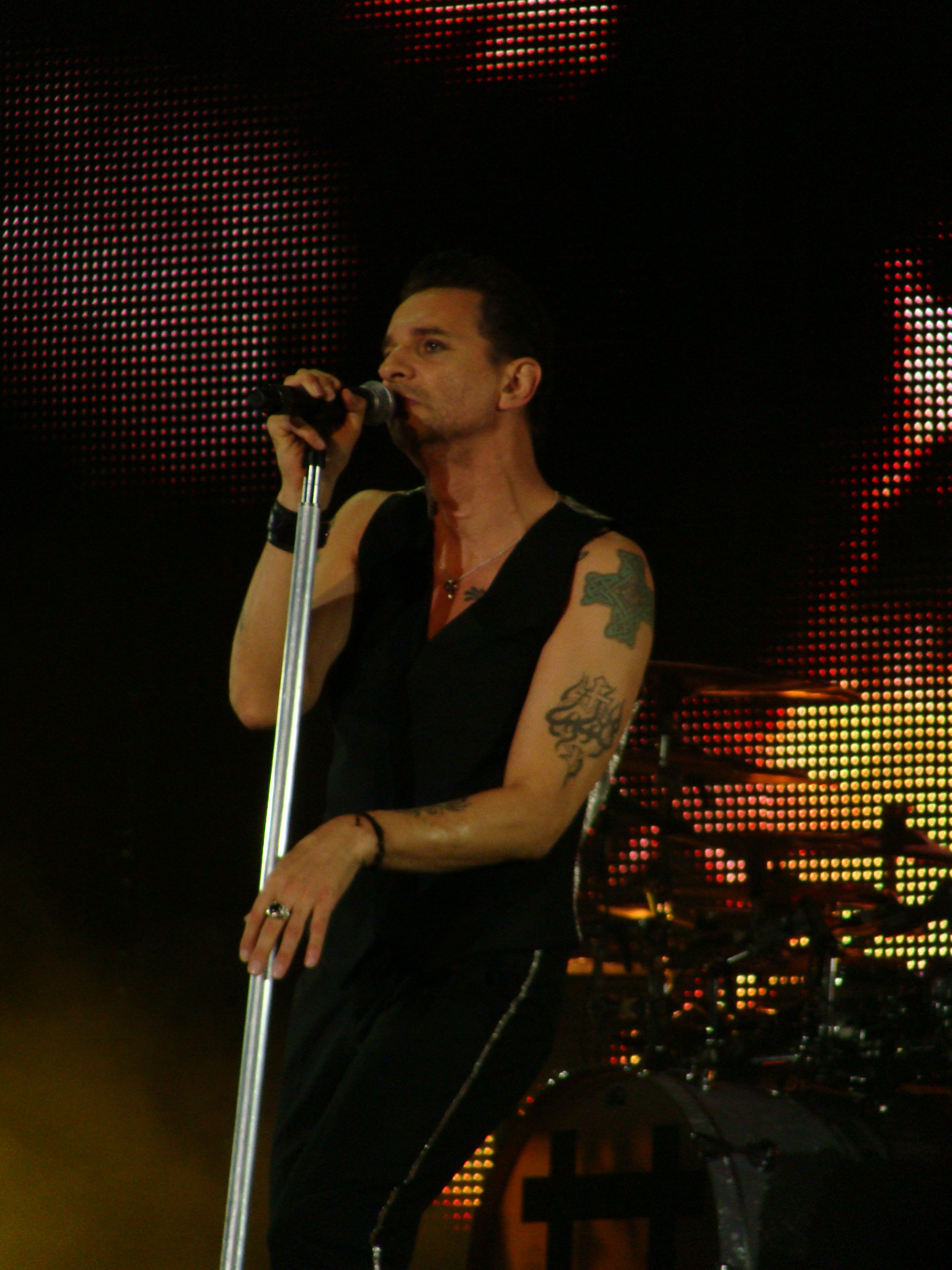
Dave Gahan en 2009.

Le 17 janvier 2005, Depeche Mode rentre en studio à Santa Barbara pour enregistrer un nouveau disque. Comme promis, Martin Gore et Dave Gahan se partagent la partition : les fans du groupe retrouveront trois morceaux écrits par le chanteur : Suffer Well, Nothing's Impossible et I Want It All. « Je n'arrive pas à laisser aller mes sentiments. Il y a ce côté en moi qui est un peu étrange. Je ne pourrais jamais écrire une chanson sur le début euphorique d'une relation. C'est difficile pour moi de gérer l'amour donné par ma famille et mes amis. Peut-être que j'ai été déçu une fois de trop dans ma vie. J'ai tout fait. Je me sens aimé, mais je n'arrive pas à utiliser cette source merveilleuse, parce que c'est difficile pour moi de laisser quelqu'un pénétrer en moi. J'ai peur d'ouvrir mon âme et de me donner tout entier à quelqu'un d'autre. Ma vie n'arrange pas les choses. Peut-être que la raison est dans mon subconscient, profondément enterrée avec mon enfance. Ma femme essaie de me remonter le moral. Nous sommes très similaires de ce côté-là, c'est peut-être pour ça que nous sommes ensemble. »
Suffer Well sortira en tant que single de l'album Playing the Angel, Jennifer apparaissant dans le clip, d'abord déguisée en ange, puis en tant qu'elle-même à la fin du clip. La même année, Dave Gahan et Alison Mosshart jouent les mannequins en devenant les égéries du styliste suédois John Lindeberg. Il apparaît ainsi sur des photographies, légendées avec des phrases comme : « What would happen if we all told the truth ? » (« Que se passerait-il si nous disions tous la vérité ? ») ou encore « You can tell he's lying because his lips are moving » (« Vous pouvez dire qu'il est en train de mentir parce que ses lèvres bougent »).
À la fin de l'année 2007, le chanteur sort son second album solo, Hourglass, qu'il a produit avec l'aide de Christian Eigner, qui assure les lives de Depeche Mode en tant que batteur, et Andrew Phillpott, un programmeur ayant déjà travaillé avec le groupe en studio. L'album est classé dans le Top 50 anglais, le Top 20 en France et devient numéro 1 en Allemagne. Le premier single, Kingdom, est classée au Royaume-Uni et aux États-Unis. Le 17 septembre 2007, iTunes sort Live from SoHo, enregistré lors de l'unique concert promotionnel du chanteur à l'Apple Store de New York. Paper Monsters était déjà un album très personnel, Hourglass l'est aussi. « Je venais de rentrer chez moi après Touring The Angel, et j'essayais de mettre de l'ordre. C'est toujours difficile après une tournée. Vous avez tendance à attendre qu'on vous dise ce que vous devez faire. Vous vous créez de nouvelles obsessions, comme changer la façon de charger le lave-vaisselle. Mon épouse et moi avons eu de grands conflits là-dessus, je me débrouillais toujours pour passer avant elle. Au bout d'un mois, elle m'a demandé de me trouver une occupation. J'ai réuni Christian et Andrew, puis nous avons commencé à travailler. Je parle beaucoup de ma vie, la difficulté d'être un homme de quarante-cinq ans quand vous en avez mentalement vingt-cinq. »
Depeche Mode rentre alors en studio pour enregistrer son douzième album, Sounds of the Universe. Gahan écrira à nouveau trois morceaux pour l'album : Hole To Feed, Comeback et Miles Away/The Truth Is et fera une première collaboration avec Gore sur la face B du single Wrong, Oh Well. Gahan composera la musique tandis que Gore écrira les paroles.

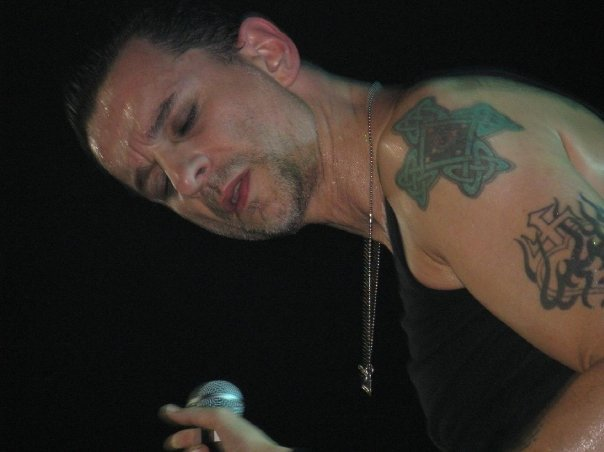
Dave Gahan sur scène en 2009.

En 2009, lors de la tournée Tour of the Universe, le groupe est obligé d'annuler une partie des concerts prévus. Dave Gahan, initialement hors course pour une gastro-entérite, est opéré (à la suite de tests plus poussés) pour une tumeur cancéreuse à la vessie. Remis rapidement de cette opération, le groupe poursuit sa tournée. Lors d'un concert à Bilbao, le chanteur subit une déchirure du muscle au mollet et, lors d'un concert à Seattle, il subit des problèmes aux cordes vocales. Malgré quelques concerts annulés, Dave Gahan revient. Le 17 février 2010, Alan Wilder est l'invité surprise du concert de Depeche Mode donné au Royal Albert Hall à Londres dans le cadre du Teenage Cancer Trust. Celui-ci est alors au piano pour une version acoustique de Somebody chantée par Martin Gore. Selon Alan Wilder : « Dave m'a contacté il y a quelques semaines et m'a demandé si je serais prêt à les rejoindre sur scène. Il m'a assuré que les autres étaient d'accord. J'ai été très heureux d'accepter, en particulier car tout cela se faisait dans de bonnes conditions et nous envisagions depuis longtemps une réunion de ce genre. C'était génial de revoir tout le monde et de revenir un peu en arrière, et c'était aussi la première fois que je voyais Depeche Mode en tant que spectateur ! ».
La même année, Dave Gahan adopte officiellement Jimmy, le fils de sa compagne.
En mai 2012, il a prête sa voix et sa plume au groupe Soulsavers. C'est lors de la tournée Tour of the Universe, à l’occasion de laquelle le groupe ouvrait pour Depeche Mode, que Rich Machin et Dave Gahan se rencontrent. Celui-ci lui propose une simple collaboration, qui se transforme finalement en album, (The Light the dead see). The Light the dead see est le 4e album de Soulsavers pour lequel Dave Gahan s’est entièrement investi, en attendant le 13e album de Depeche Mode, sorti au printemps 2013. Celui-ci, nommé Delta Machine, contient trois titres composés par le leader du groupe : Secret To The End, Broken, Should Be Higher.
Sur le 14ème album Spirit de Depeche Mode, sorti en mars 2017, Dave Gahan a écrit quatre titres de l'album dont You Move qui est une collaboration avec Martin L. Gore.
Il faut aussi noter la collaboration de Dave Gahan sur le dernier album de Goldfrapp (Silver Eye, initialement sorti en 2017), dans une édition Deluxe sortie en juillet 2018, avec la réédition de la chanson Ocean.

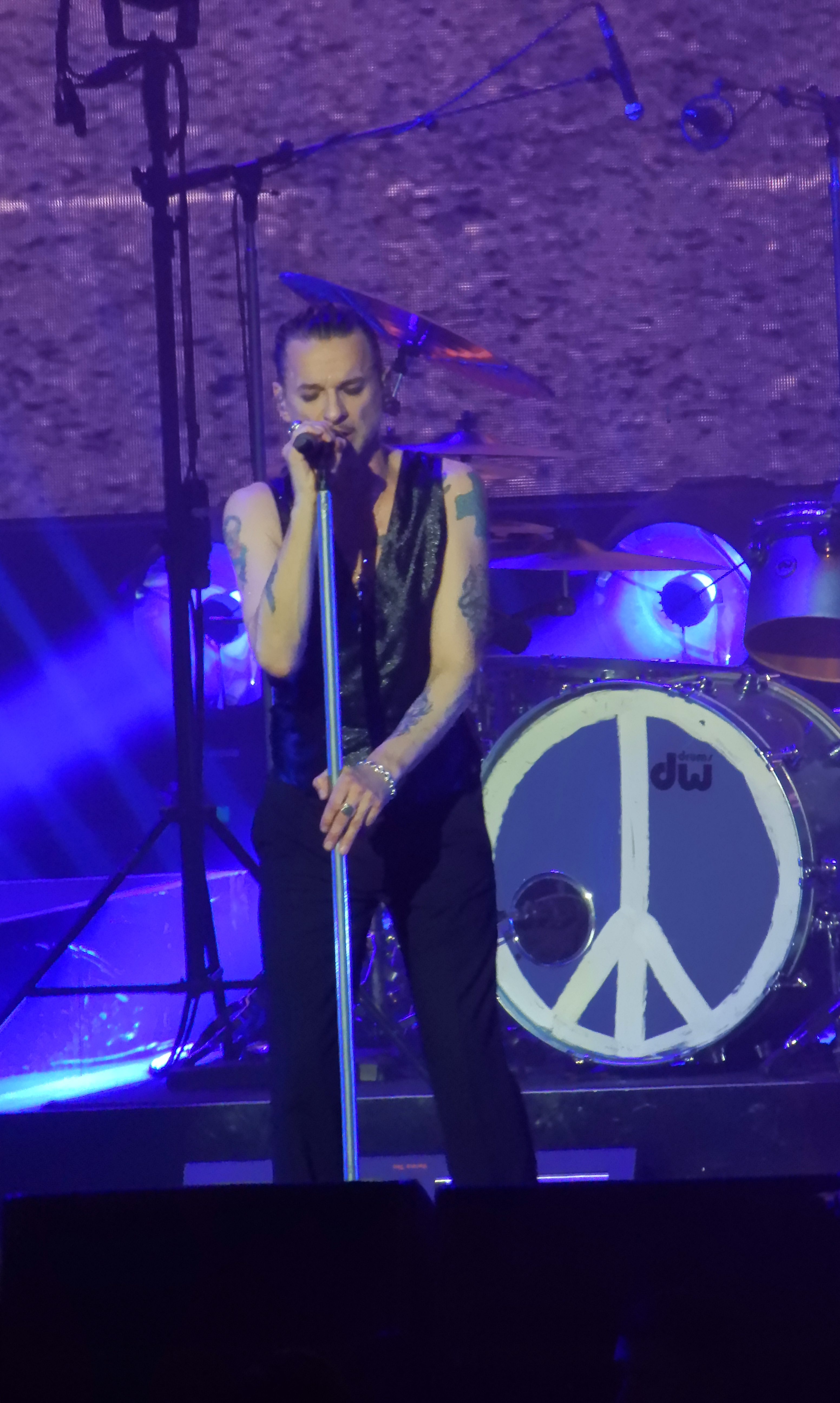
Dave Gahan (Depeche Mode) à Bordeaux en janvier 2018.
Dave Gahan au Festival des Vieilles Charrues en 2018.

### Vie privée
Dave Gahan vit aux États-Unis depuis 1997. Il vit avec sa troisième femme, Jennifer Sklias, leur fille, et le fils de Jennifer Sklias, issu d'une relation antérieure et que Gahan a officiellement adopté en 2010. Gahan a également un fils biologique, prénommé Jack, de son premier mariage avec Joanne Fox. Le mariage de Gahan avec sa deuxième épouse, Teresa Conroy, ancienne publiciste de Depeche Mode, a duré quatre ans. Dans une interview en 2017, Gahan s'est décrit lui-même et Martin Gore comme autistes.

## Inspirations

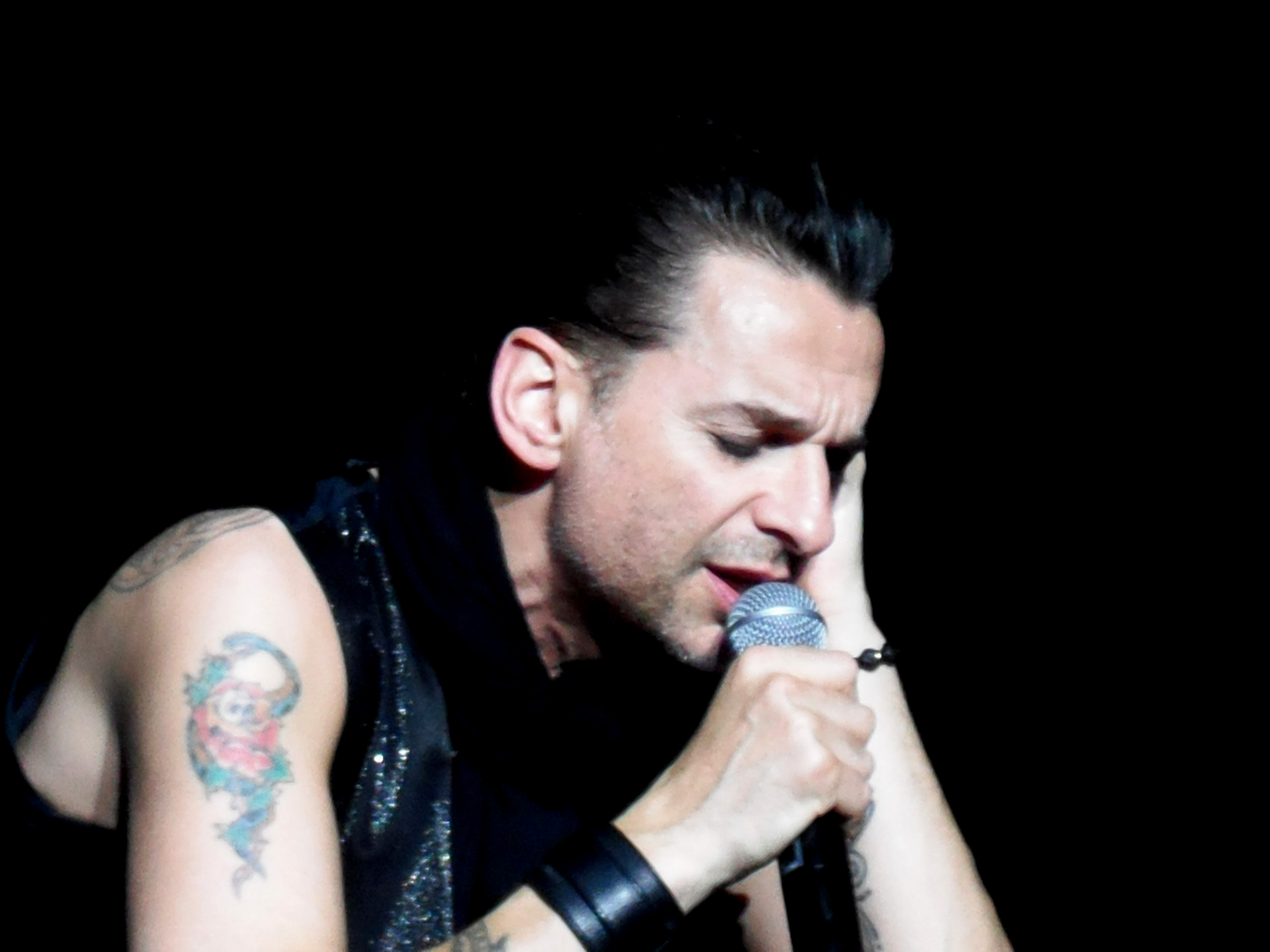
Dave Gahan sur scène en 2009.

Dave Gahan est célèbre pour son jeu de scène très physique, voire excentrique, vu par beaucoup comme un mélange de ceux de Mick Jagger et Iggy Pop. Sa plus grande qualité reste cependant sa voix profonde et chaleureuse qui contraste avec la musique électronique de Depeche Mode.
Ses hobbies sont la peinture, la musique et assister à des concerts. On peut également noter que le chanteur a été longuement influencé par Jim Morrison et son personnage du Roi Lézard.
Ses groupes préférés sont Jane's Addiction, Sigur Rós, Nirvana, Pearl Jam, The Smashing Pumpkins, Alice In Chains, Primal Scream, Porno for Pyros, Soundgarden, The Cure, Joy Division, Led Zeppelin, The Rolling Stones, The Clash, Temple of the Dog, PJ Harvey, The Doors, Roxy Music, The Damned, The Sex Pistols ainsi que les chanteurs David Bowie, Serge Gainsbourg et Bryan Ferry. Ses albums préférés sont Nothing's Shocking et Led Zeppelin.
Il déclare que sa chanson préférée de Depeche Mode est Condemnation, qui a toujours été difficile pour lui de chanter à cause de son engagement émotionnel pour celle-ci. Il apprécie également interpréter I Feel You, qui lui permet de découvrir ses étendues vocales. In Your Room, également sur l'album Songs of Faith and Devotion, est importante à ses yeux car elle correspond parfaitement selon lui à la période la plus sombre de sa vie.

## Discographie

### Projets solos
- 2003 : Paper Monsters

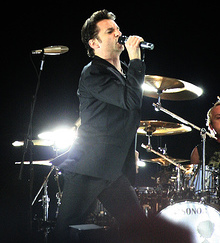
Dave Gahan sur scène en 2006.

- 2004 : Soundtrack to Live Monsters
- 2007 : Hourglass
- 2007 : Live from Soho
- 2008 : Hourglass: Remixes

### Avec le groupe Soulsavers
- 2012 : The Light the Dead See
- 2015 : Angels & Ghosts
- 2021 : Imposter

### Collaborations
- 1997 : Dream Home Heartache : Remaking/Remodeling Roxy Music (Tribute to Roxy Music. Chanson Song For Europe)
- 2004 : Radio JXL : A Broadcast From The Computer Hell Cabin (Chanson Reload- Junkie XL
- 2008 : Mirror (chanson Nostalgia) - Mirror
- 2009 : Dark Young Hearts (chanson frYars)- Visitors
- 2012 : Low Guns - SixToes
- 2016 : Cat People (Putting On Fire), reprise de David Bowie - Mark Lanegan - Martyn Lenoble & Christian Eigner
- 2017 : Cryosleep (chanson Where I Wait) - Null+Void
- 2018 : Silver Eye (Deluxe Edition, chanson Ocean) - Goldfrapp
- 2020 : Humanist (chanson Shock Collar) - Humanist
- 2021 : Does That Hurt- Oli
- 2021 : "Stop Speaking" - JennyLee (Jenny Lee Lindberg)
- 2022 : The Metallica Blacklist" (chanson Nothing Else Matter) - Metallica
- 2023 : Chains, reprise des Raveonettes (avec Kurt Uenala) - The Raveonettes
- 2023 : Manuscript (tout l'album) - Kurt Uenala

### Singles
- 2003 : Dirty Sticky Floors
- 2003 : I Need You
- 2003 : Bottle Living/Hold On
- 2004 : A Little Piece (live)
- 2007 : Kingdom
- 2008 : Saw Something/Deeper And Deeper
- 2012 : Longest Day - Soulsavers
- 2012 : Take Me Back Home - Soulsavers
- 2015 : All of This and Nothing - Soulsavers

### Vidéos
- 2004 : Live Monsters

## Publicité
En 2012, Dave Gahan apparaît dans une publicité pour la 7ème génération de la Golf du constructeur allemand Volkswagen avec le morceau People Are People du groupe Depeche Mode.